# كورت فرانز
كورت فرانز (بالألمانية: Kurt Franz)‏ هو معذب ‏ ألماني، ولد في 1914 في دوسلدورف في ألمانيا، وتوفي في 1998 في فوبرتال في ألمانيا.

## وصلات خارجية
- كورت فرانز على موقع الموسوعة البريطانية (الإنجليزية)